# Starogard Gdański
Starogard Gdański là một thị trấn thuộc hạt Starogard, tỉnh Pomeranian, phía tây bắc Ba Lan. Thị trấn nằm trên sông Wierzyca, cách thị trấn Tczew khoảng 21 km về phía tây nam, cách Gdańsk khoảng 40 km về phía nam và cách thị trấn Chojnice khoảng 67 km về phía đông bắc. Đồng thời cách khu đô thị Tromatic (một khu đô thị với hơn 1 triệu dân trên bờ biển vịnh Gdańsk) khoảng 50 km. Tổng diện tích của thị trấn là 25,27 km². Tính đến năm 2006, dân số của thị trấn là 48.136 người với mật độ 1.900 người/km².

## Một số tập đoàn lớn có trụ sở tại thị trấn

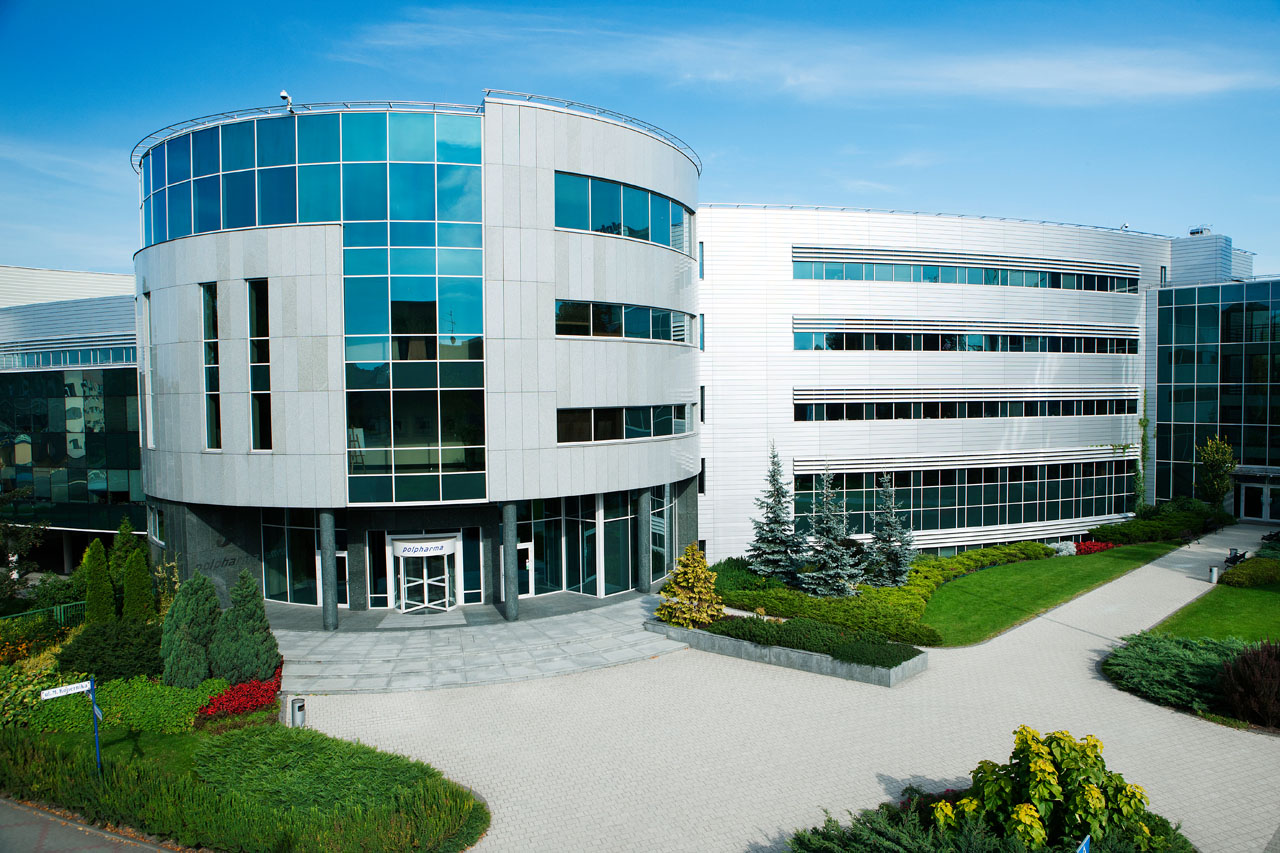
Tập đoàn sản xuất dược phẩm Polpharma

- Polpharma SA
- Destylarnia Sobieski SA

## Giáo dục
- Đại học Pomeranian ở Starogard Gdański

## Thể thao

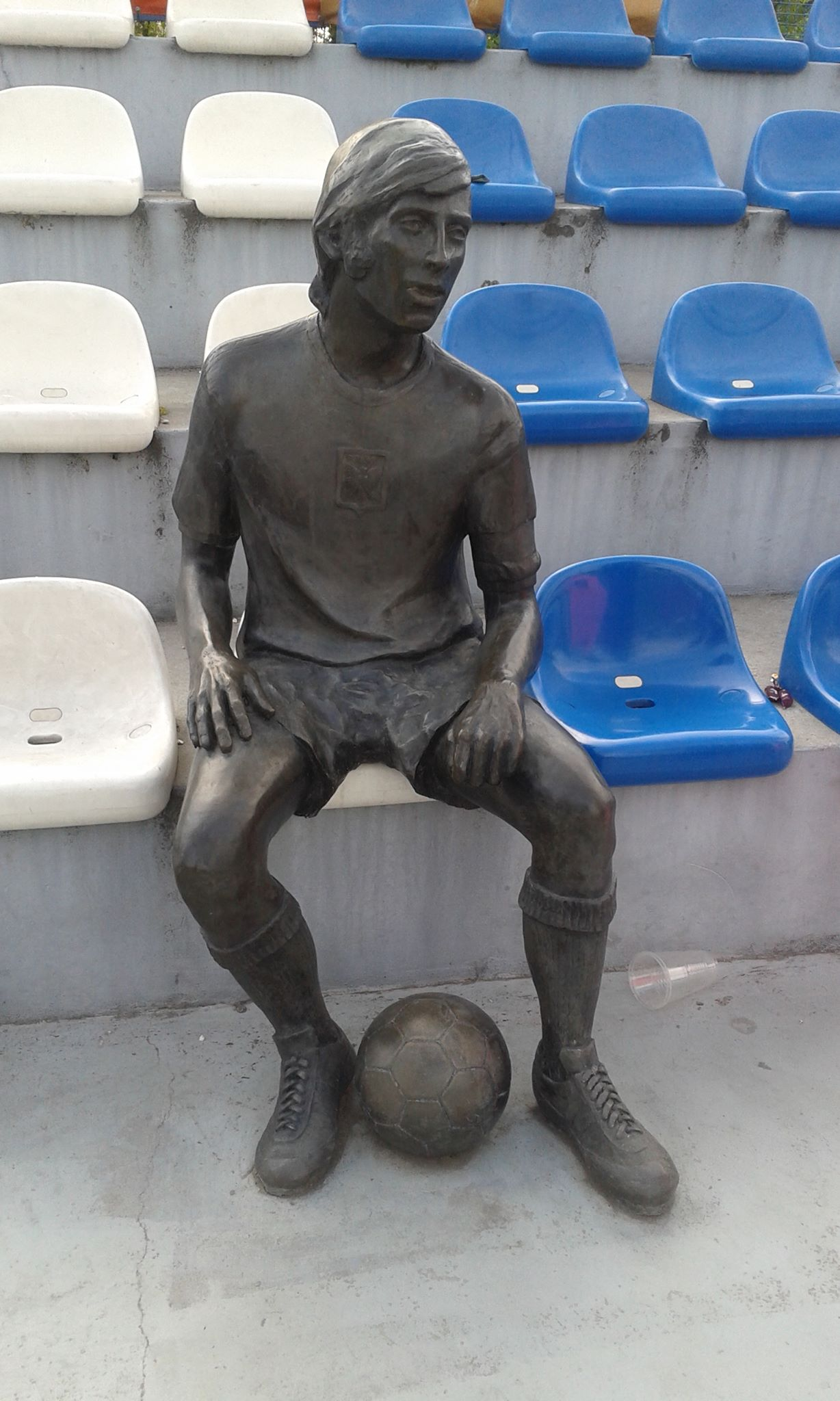
Sân vận động Kazimierz Deyna

- SKS Starogard Gdański - đội bóng rổ nam chơi ở giải Liga Era Basket mùa giải 2004 - 2005
- Câu lạc bộ bóng đá Starogard chơi ở giải Liga III của Ba Lan
- Ngoài ra, thị trấn còn có một số câu lạc bộ bóng đá địa phương và đây cũng là quê hương của cầu thủ nổi tiếng Kazimierz Deyna. Sân vận động Kazimierz Deyna trong thị trấn được lấy theo tên của vị cầu thủ này.

## Những nhân vật nổi tiếng xuất thân từ thị trấn

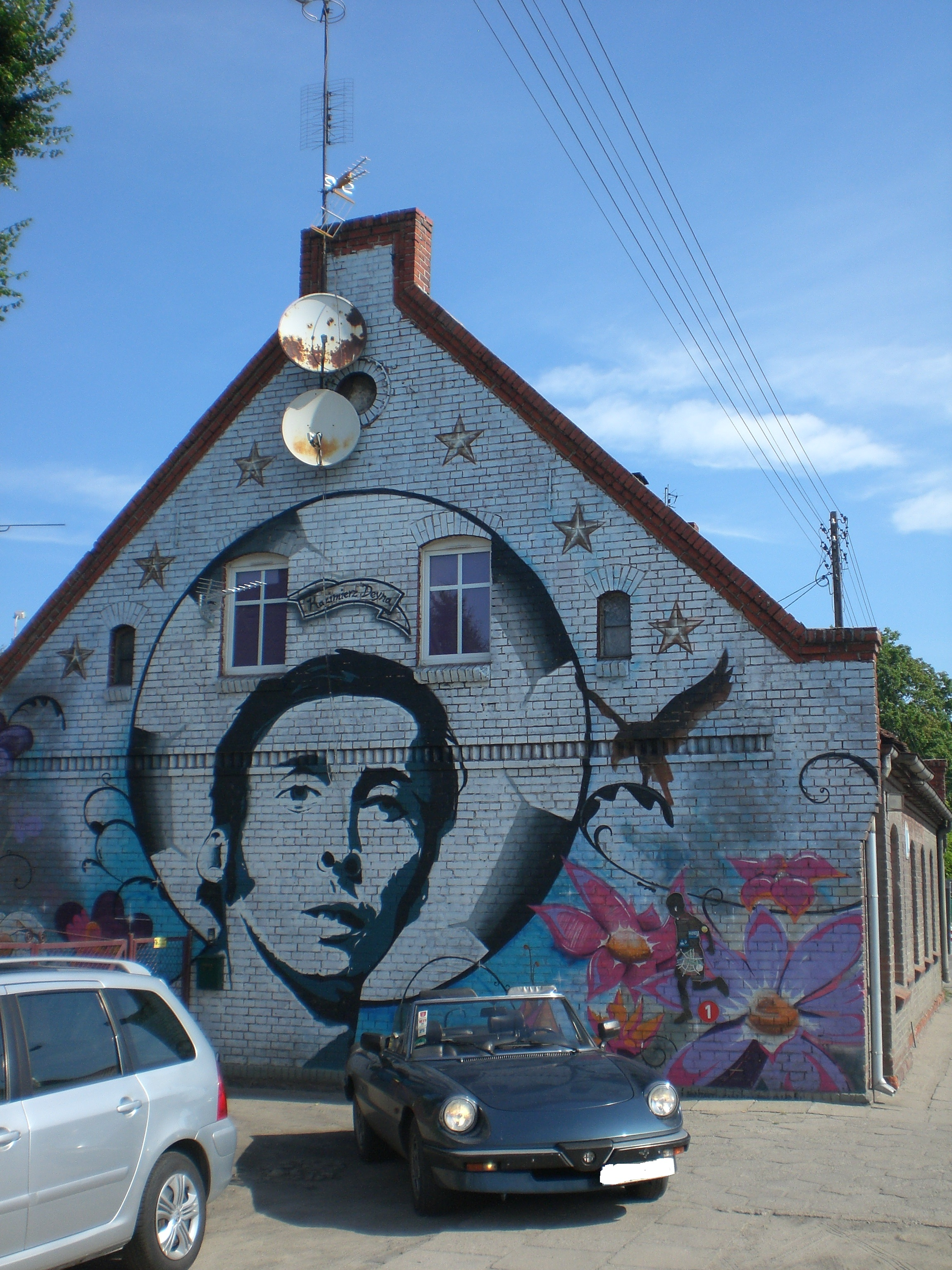
Bức tranh Kazimierz Deyna - được vẽ trên bức tường của ngôi nhà nơi anh sinh ra

- Kazimierz Kropidłowski (1931 - 1998) - một vận động viên nhảy xa người Ba Lan, thi đấu tại Thế vận hội mùa hè 1956
- Henryk Jankowski (1936 - 2010) - một linh mục Công giáo La Mã Ba Lan và là thành viên của phong trào Đoàn kết
- Kazimierz Deyna (1947 - 1989) - cầu thủ bóng đá chuyên nghiệp của Ba Lan
- Władysław Wojtakajtis (1949 - 2016) - một vận động viên bơi lội người Ba Lan, thi đấu tại Thế vận hội Mùa hè năm 1968 và 1972
- Andrzej Grubba (1958 - 2005) - một vận động viên bóng bàn Ba Lan
- Paweł Papke (sinh năm 1977) - một cựu vận động viên bóng chuyền Ba Lan
- Piotr Wiśniewski (sinh năm 1982) - một cầu thủ bóng đá người Ba Lan, từng thi đấu cho Lechia Gdańsk khoảng 230 trận
- Oktawia Nowacka (sinh năm 1991) - một vận động viên của Năm môn phối hợp hiện đại người Ba Lan, từng giành huy chương đồng tại Thế vận hội mùa hè 2016